# Vetenskapsåret 1866

## Händelser
- Ernst Haeckel studerar encelliga organismer och utmanar gränsdragningen mellan växter och djur.
- Augustus von Hofmann föreslår det nuvarande systemet för namngivning av kolväten.

### Astronomi
- Okänt datum -  William Huggins studerar strålningsspektrum efter en nova och upptäcker att den omges av ett moln av vätgas.[1]
- Okänt datum -  Giovanni Schiaparelli observerar meteorströmmar när jorden passerar omloppsbanan av en komet som lämnat grus i sitt spår.

### Biologi
- Okänt datum -  Gregor Mendel publicerar sitt arbete om arvslagarna.[2]

### Kemi
- Okänt datum - Alfred Nobel uppfinner dynamit.[3]

### Medicin
- Okänt datum -  Max Schultze upptäcker två sorters synceller i näthinnan.[4]
- Okänt datum -  Patrick Manson inrättar en skola för tropiska sjukdomar i Hongkong.

## Pristagare
- Copleymedaljen: Julius Plücker, tysk matematiker och fysiker.
- Rumfordmedaljen: Hippolyte Fizeau, fransk fysiker.
- Wollastonmedaljen: Charles Lyell, brittisk geolog. [5]

## Födda
- 7 april - Ivar Fredholm (död 1927), svensk matematiker.
- 25 september - Thomas Hunt Morgan (död 1945), amerikansk zoolog och genetiker, Nobelpristagare 1933.
- 30 november - Robert Broom (död 1951), sydafrikansk läkare och paleontolog.

## Avlidna
- 20 juli - Bernhard Riemann (född 1826), tysk matematiker.
- 1 december - George Everest (född 1790), walesisk lantmätare och geograf.

### Fotnoter
1. ↑  Becker, Barbara J. (2004). ”Huggins, Sir William (1824–1910)”. Oxford Dictionary of National Biography. Oxford University Press. http://www.oxforddnb.com/view/article/34039. Läst 4 mars 2011. (Prenumeration eller UK public library-medlemskap krävs)
2. ↑  Mendel, J. G. (1866 for 1865). ”Versuche über Pflanzenhybriden”. Verhandlungen des naturforschenden Vereines in Brünn "IV":  ss. 3–47 (Abhandlungen). For the English translation, see Druery, C. T. (26 februari 1901). ”Experiments in plant hybridization”. Journal of the Royal Horticultural Society "26":  ss. 1–32. http://www.esp.org/foundations/genetics/classical/gm-65.pdf. Läst 9 oktober 2009.
3. ↑  Schück, H.; Sohlman, R. (1929). The Life of Alfred Nobel. London: Heinemann
4. ↑  Zur Anatomie und Physiologie der Retina.
5. ↑  ”Geological Society”. Arkiverad från originalet den 5 juni 2011. https://web.archive.org/web/20110605102217/http://www.geolsoc.org.uk/gsl/society/history/page750.html. Läst 13 april 2011.